# Лоза Юрій Іванович
Юрій Іванович Лоза (31 січня 1950, Глобине, Полтавська область — 14 вересня 2021, Київ) — український картограф, автор і редактор багатьох історичних атласів та мап адміністративного устрою українських земель, присвячених столиці й окремим регіонам України, її історії та сучасності.

## Життєпис
Ю. І. Лоза народився 31 січня 1950 року в м. Глобине Полтавської області в родині інтелігентів, вихідців із давніх козацьких і шляхетських родин. Після закінчення із золотою медаллю Глобинської середньої школи № 1, 1967 року вступив на географічний факультет Київського державного університету імені Т. Г. Шевченка.
Працював у чотирьох київських установах. Це: Науково-редакційне картоукладальне підприємство ГУГК СРСР, видавництво «Українська Радянська Енциклопедія», кооператив «Картінформ», а потім і до кінця життя — картографічне видавництво «МАПА» (головний редактор).
Жив і працював у Києві.

## Основні праці
Юрій Лоза створив кілька туристських карт і туристських планів міст, неодноразово перевиданих українською та іншими мовами. Це зокрема, туристські плани Києва і Львова, що перевидані англійською, німецькою, французькою мовами. Він уклав твори навчальної тематики — фізичні й економічні мапи областей України, кілька десятків політико-адміністративних карт областей України. За його оригінальним проектом було видано серію адміністративних мап областей України у ДНВП «Картографія». З тематичних творів редактор Лоза підготував і видав у кінці 1970-х років мапи «Земельные ресурсы Украинской ССР» (1:750 000) і «Природные заповедные объекты Украинской ССР» (1:1 000 000). В атласному картографуванні першими авторськими і редакторськими набутками Юрія Лози стали два тематичні атласи, перші з подібних видань в Україні: шкільний атлас адміністративної області (Київської) і туристський атлас міста («Київ. Атлас туриста»). Обидва підготовлені у 1980-х роках за безпосередньої участі Юрія Лози. Тоді ж, у 1980-х, Ю. І. Лоза опрацював концепцію і здійснив редакторську підготовку кількох карт адміністративних областей України у масштабі 1:400 000. За його концепцією інші редактори здійснили решту серійних видань адміністративних мап областей України.
За час роботи на картографічному видавництві «МАПА» підготував:
- карта «Пам'ятки Києва, знищені у ХХ столітті» 1991 р.

- «Україна. Оглядова мапа. Мірило 1:1 000 000» 1994 р.

- серія шкільних атласів з історії України

- серії історичних атласів «Україна» для загальноосвітньої школи

- «Історичний Атлас України. Найдавніше минуле. Русь (Київська держава, Галицько-Волинська держава)» 2010 р.

- «Територіальний устрій Русі – України (Х – ХІІІ ст.)» 2012 р.

- «Історичний Атлас України» 2015 р.

- «Оглядова мапа України» видання 2016 року.